# Різьблярцеві
Різьблярцеві (лат. Anaglyptini Lacordaire, 1869) — триба жуків з родини Скрипунових, яка налічує близько 15-и родів, розповсюджених у Євразії та Північній Америці, кілька видів трапляється у Південній Америці. Найвище різноманіття триби припадає на Південно-Східну Азію, а також Мезоамерику.

## Молекулярна філогенія
У 2020-му році при побудові філогенетичного дерева підродини Козакових було виявлено парафілетичність триб Різьблярцеві й Осівцеві (Clytini). Зокрема, деякі роди з триби Осівцеві були розміщені у трибі Різьблярцеві, а самі Осівцеві розділені на дві сестринські групи: 1) Plagionotus – Chlorophorus – Demonax і 2) Neoclytus – Perissus – Clytus – Xylotrechus, що породило питання про монофілетичність обох триб. У 2021-му році, на основі філогенетичного аналізу 5-ти генів 12S RNA, 16S rRNA, COI, 18S rRNA і 28S rRNA, було встановлено монофілетичність триби Різьблярцеві. При цьому встановлено, що Різьблярцеві (Anaglyptini) є сестринською трибою до Травоколірцевих (Chlorophorini) і Осівцевих (Clytini). Усі три триби разом становлять одну монофілетичну кладу, виокремлену у надтрибу Травоколірцеві (Chlorophoritae), добре відмежовану на філогенетичному дереві підродини Козакових (Cerambycinae). Також до триби Різьблярцеві (із триби Осівцеві) переміщено рід Teratoclytus, який генетично і еволюційно споріднений з цією групою. Ці результати були підтверджені пізнішими дослідженнями.

## Розмаїття
До триби Різьблярцеві залічують такі роди: 
1. Akajimatora Kusama & Takakuwa, 1984
2. Різьблярик — Anaglyptus Mulsant, 1839
3. Aphysotes Bates, 1885
4. Clytoderus Linsley, 1935
5. Cyrtophorus LeConte, 1850
6. Diphyrama Bates, 1872
7. Hirticlytus K. Ohbayashi, 1960
8. Microclytus LeConte, 1873
9. Oligoenoplus Chevrolat, 1863
10. Paraclytus Bates, 1884
11. Pempteurys Bates, 1885
12. Teratoclytus Zajciw [nec Zaitzev], 1937
13. Tilloclytus Bates, 1885
14. Yoshiakioclytus Niisato, 2007